# Koshō
Koshō (小姓?) è il nome della funzione dei ragazzi che facevano da assistenti e segretari personali ai samurai, in qualità di difensori della vita dei loro padroni .
Poiché si muovevano sempre costantemente assieme con i loro insegnanti, il Kosho col tempo imparava anche i segreti e le tecniche dei loro padroni, quindi si trovavano ad essere dei samurai apprendisti.
Il termine koshō deriva da 扈従 (koshō, letteralmente "compagno di un nobile signore").